# Episodi di Hannibal (seconda stagione)
La seconda stagione della serie televisiva Hannibal, composta da 13 episodi, è stata trasmessa in prima visione negli Stati Uniti d'America dal 28 febbraio al 23 maggio 2014 sul canale televisivo NBC.
In Italia la seconda stagione è andata in onda dal 31 gennaio al 25 aprile 2015 su Premium Crime, canale della piattaforma televisiva Mediaset Premium. In chiaro è trasmessa su Top Crime, a partire dal 16 ottobre 2015.
Gli episodi, inoltre, sono stati pubblicati sulla piattaforma on demand InfinityTV il 12 febbraio 2015.
| nº | Titolo originale | Titolo italiano | Prima TV USA     | Prima TV Italia  |
| -- | ---------------- | --------------- | ---------------- | ---------------- |
| 1  | Kaiseki          | Kaiseki         | 28 febbraio 2014 | 31 gennaio 2015  |
| 2  | Sakizuki         | Sakizuki        | 7 marzo 2014     | 7 febbraio 2015  |
| 3  | Hassun           | Hassun          | 14 marzo 2014    | 14 febbraio 2015 |
| 4  | Takiawase        | Takiawase       | 21 marzo 2014    | 21 febbraio 2015 |
| 5  | Mukozuke         | Mukozuke        | 28 marzo 2014    | 28 febbraio 2015 |
| 6  | Futamono         | Futamono        | 7 aprile 2014    | 7 marzo 2015     |
| 7  | Yakimono         | Yakimono        | 14 aprile 2014   | 14 marzo 2015    |
| 8  | Su-zakana        | Su-zakana       | 18 aprile 2014   | 21 marzo 2015    |
| 9  | Shiizakana       | Shiizakana      | 25 aprile 2014   | 28 marzo 2015    |
| 10 | Naka-Choko       | Naka-Choko      | 2 maggio 2014    | 4 aprile 2015    |
| 11 | Kō No Mono       | Kō No Mono      | 9 maggio 2014    | 11 aprile 2015   |
| 12 | Tome-wan         | Tome-wan        | 16 maggio 2014   | 18 aprile 2015   |
| 13 | Mizumono         | Mizumono        | 23 maggio 2014   | 25 aprile 2015   |

## Kaiseki
- Titolo originale: Kaiseki
- Diretto da: Tim Hunter
- Scritto da: Bryan Fuller & Steve Lightfoot

### Trama
L'episodio inizia con un flashforward in cui Crawford si reca a casa del dottor Lecter e lo affronta. Ne nasce una lotta brutale e Lecter lo colpisce al collo con un pezzo di vetro rotto provocando una grossa fuoriuscita di sangue, ma Jack riesce a rifugiarsi nella cantina di Hannibal. Dodici settimane prima, Kade Prurnell, un'investigatrice dell'ufficio dell'Ispettore Generale, ammonisce Crawford in seguito alle pressioni di Alana Bloom per la sua cattiva gestione in merito all'instabilità di Graham. Dopo il ritrovamento di sei corpi parzialmente conservati in un fiume, Lecter teorizza che il killer conservi i corpi per creare una collezione di modelli umani e che i resti ritrovati nel fiume siano degli scarti. Nel manicomio di Baltimora, Graham è determinato a scoprire come Lecter lo abbia incastrato e chiede l'aiuto di Alana per recuperare i ricordi perduti attraverso l'ipnosi durante la quale ha un flashback di Lecter che gli infila l'orecchio di Abigail Hobbs in gola. Nel frattempo l'assassino colpisce ancora.
- Special guest star: Gillian Anderson (Dott.ssa Bedelia Du Maurier).
- Guest star: Raúl Esparza (Dr. Frederick Chilton), Cynthia Nixon (Kade Prurnell).
- Altri interpreti: Jonathan Tucker (Matthew Brown), Patrick Garrow (James Gray), Ryan Field (Roland Umber).
- Curiosità: La cucina Kaiseki designa nella gastronomia giapponese una forma di pasto tradizionale che include tante piccole portate.
- Ascolti USA: telespettatori 3 270 000[3]

## Sakizuki
- Titolo originale: Sakizuki
- Diretto da: Tim Hunter
- Scritto da: Jeff Vlaming & Bryan Fuller

### Trama
Il team del BAU sta ancora indagando sui corpi ritrovati e sta cercando di ricostruire il piano del killer/artista. Will intanto dà il via a un suo piano all'interno dell'Istituto mentale per mettere in scacco Hannibal.
- Special guest star: Gillian Anderson (Dott.ssa Bedelia Du Maurier).
- Guest star: Cynthia Nixon (Kade Prurnell), Martin Donovan (Dr. Dey).
- Altri interpreti: Patrick Garrow (James Gray), Ryan Field (Roland Umber), Ted Ludzik (Infermiere).
- Ascolti USA: telespettatori 2 500 000[4]

## Hassun
- Titolo originale: Hassun
- Diretto da: Peter Medak
- Scritto da: Jason Grote & Steve Lightfoot

### Trama
Durante il processo a Will, Jack Crawford decide di andare contro le direttive dell'FBI e testimoniare in favore di Will.
- Guest star: Lara Jean Chorostecki (Freddie Lounds), Raúl Esparza (Dr. Frederick Chilton), Cynthia Nixon (Kade Prurnell), Maria Del Mar (Avvocato Marion Vega), Shawn Doyle (Avvocato Leonard Brauer), Barry Flatman (Giudice B. Davies).
- Altri interpreti: Greg Dunham (Bidello).
- Ascolti USA: telespettatori 2 470 000[5]

## Takiawase
- Titolo originale: Takiawase
- Diretto da: David Semel
- Scritto da: Scott Nimerfro & Bryan Fuller

### Trama
L'FBI sta indagando su un cadavere ritrovato nei boschi, il cui teschio è stato trasformato in alveare. Beverly Katz intanto trova un indizio molto importante nel caso del killer/Artista che supporta la teoria di Will.
- Guest star: Kacey Rohl (Abigail Hobbs), Gina Torres (Bella Crawford), Eddie Izzard (Dr. Abel Gideon), Raúl Esparza (Dr. Frederick Chilton), Amanda Plummer (Katherine Pimms).
- Altri interpreti: Patrick Garrow (James Gray), Steven John Whistance-Smith (Lloyd Roat), Peyton Kennedy (Bambina).
- Ascolti USA: telespettatori 2 690 000[6]

## Mukozuke
- Titolo originale: Mukozuke
- Diretto da: Michael Rymer
- Scritto da: Ayanna A. Floyd, Steve Lightfoot & Bryan Fuller

### Trama
Freddie Lounds trova il corpo sezionato di Beverly e Will chiede a Jack di portarlo sulla scena del crimine. Will incontra il copycat killer all'interno dell'Istituto e gli chiede di uccidere Hannibal. Gideon scopre il suo piano e avvisa Alana Bloom del piano prima che sia troppo tardi.
- Special guest star: Eddie Izzard (Dr. Abel Gideon).
- Guest star: Lara Jean Chorostecki (Freddie Lounds), Raúl Esparza (Dr. Frederick Chilton), Jonathan Tucker (Matthew Brown).
- Ascolti USA: telespettatori 3 490 000[7]

## Futamono
- Titolo originale: Futamono
- Diretto da: Tim Hunter
- Scritto da: Andy Black
- Sceneggiatura: Andy Black, Bryan Fuller, Scott Nimerfro & Steve Lightfoot

### Trama
Il corpo di un consigliere comunale viene ritrovato in un parcheggio all'interno di un albero. Il suo organismo è collegato alla pianta e al posto dei suoi organi ci sono dei fiori. Hannibal organizza un dinnery party per i suoi conoscenti e Jack ne approfitta per indagare.
- Special guest star: Eddie Izzard (Dr. Abel Gideon).
- Guest star: Raúl Esparza (Dr. Frederick Chilton).
- Altri interpreti: Anna Chlumsky (Miriam Lass), Ted Ludzik (Infermiere), Jamaal Grant (Guardia).
- Ascolti USA: telespettatori 2 180 000[8]

## Yakimono
- Titolo originale: Yakimono
- Diretto da: Michael Rymer
- Scritto da: Steve Lightfoot & Bryan Fuller

### Trama
Will viene rilasciato dall'Istituto mentale ora che le accuse sono state ritirate. Jack cerca di ottenere informazioni da Miriam, la quale però asserisce che Hannibal è innocente.
- Guest star: Raúl Esparza (Dr. Frederick Chilton), Anna Chlumsky (Miriam Lass).
- Non accreditati: Eddie Izzard (Dr. Abel Gideon).
- Ascolti USA: telespettatori 2 250 000[9]

## Su-zakana
- Titolo originale: Su-zakana
- Diretto da: Vincenzo Natali
- Scritto da: Scott Nimerfro, Bryan Fuller & Steve Lightfoot

### Trama
Will sta collaborando con il BAU sulla morte di una donna il cui cadavere è stato ritrovato all'interno di un cavallo. Alana è preoccupata per le intenzioni di Will nei confronti di Hannibal. Will e Hannibal cercano di proteggere una testimone che potrebbe essere la prossima vittima designata.
- Guest star: Katharine Isabelle (Margot Verger), Jeremy Davies (Peter Bernardone), Chris Diamantopoulos (Clark Ingram).
- Altri interpreti: Christine Ebadi (Sarah Craber), Martin Julien (Stalliere), Douglas Hughes (Veterinario).
- Ascolti USA: telespettatori 2 800 000[10]

## Shiizakana
- Titolo originale: Shiizakana
- Diretto da: Michael Rymer

Hugh Dancy, interprete di Will Graham

- Scritto da: Jeff Vlaming & Bryan Fuller

### Trama
Il BAU indaga su una serie di brutali omicidi che sembrano essere stati commessi da bestie feroci, ma in realtà l'assassino è un killer che si è costruito una sorta di scheletro meccanico che indossa per diventare un predatore. Hannibal suggerisce il nome di un suo vecchio paziente che corrisponde al profilo ma all'insaputa di Will e Jack lo contatta per avvisarlo e dargli l'indirizzo di Will.
- Guest star: Katharine Isabelle (Margot Verger), Jeremy Davies (Peter Bernardone), Chris Diamantopoulos (Clark Ingram), Mark O'Brien (Randall Tier).
- Altri interpreti: Paco Paquito Hernaci (Camionista), Michael James Regan (Uomo), Brendee Greene (Donna).
- Ascolti USA: telespettatori 2 450 000[11]

## Naka-Choko
- Titolo originale: Naka-Choko
- Diretto da: Vincenzo Natali
- Scritto da: Steve Lightfoot & Kai Yu Wu
- Sceneggiatura: Steve Lightfoot

### Trama
Il legame oscuro tra Will e Hannibal s'intensifica e Jack comincia a nutrire dei sospetti. Hannibal dà dei consigli a Margot su come gestire la natura violenta di suo fratello.
- Guest star: Lara Jean Chorostecki (Freddie Lounds), Katharine Isabelle (Margot Verger), Michael Pitt (Mason Verger), Mark O'Brien (Randall Tier).
- Altri interpreti: Daniel Kash (Carlo Deogracias).
- Ascolti USA: telespettatori 2 280 000[12]

## Kō No Mono
- Titolo originale: Kō No Mono
- Diretto da: David Slade
- Scritto da: Jeff Vlaming, Andy Black & Bryan Fuller

### Trama
Alana è convinta che Will abbia ucciso Freddie Lounds e quest'ultimo le consiglia di non avere remore e difendersi da chiunque percepisce come una minaccia e nel farlo le consegna una pistola. Margot riesce nel suo piano di rimanere incinta e Will accoglie scioccato la notizia. Hannibal però informa anche Mason del fatto, che organizza un incidente per eliminare la minaccia di un futuro erede una volta e per tutte.
- Guest star: Katharine Isabelle (Margot Verger), Michael Pitt (Mason Verger).
- Altri interpreti: Lara Jean Chorostecki (Freddie Lounds), Daniel Kash (Carlo Deogracias), Samuel Faraci (Franklin).
- Ascolti USA: telespettatori 1 950 000[13]

## Tome-wan
- Titolo originale: Tome-wan
- Diretto da: Michael Rymer
- Scritto da: Chris Brancato, Bryan Fuller & Scott Nimerfro

### Trama
Will e Hannibal discutono su quanto accaduto e sul fatto che Mason deve essere eliminato. In realtà Will sta spingendo Hannibal in quel senso perché è l'unico modo per coglierlo sul fatto, visto che fino ad ora non ci sono prove concrete sulla sua colpevolezza. Jack intanto ha in serbo una testimone a sorpresa.
- Special guest star: Gillian Anderson (Dott.ssa Bedelia Du Maurier).
- Guest star: Katharine Isabelle (Margot Verger), Michael Pitt (Mason Verger).
- Altri interpreti: Daniel Kash (Carlo Deogracias), Bas Reitman (Tommaso), Wayne Wells (Matteo).
- Ascolti USA: telespettatori 2 320 000[14]

## Mizumono
- Titolo originale: Mizumono
- Diretto da: David Slade
- Scritto da: Steve Lightfoot & Bryan Fuller

### Trama
La trappola organizzata da Will e Jack ai danni di Hannibal è pronta per scattare, ma il Dottor Lecter ha ancora una volta anticipato le mosse dei suoi avversari e il confronto finale lascia la vita di Will, Alana e Jack appesa a un filo.
- Guest star: Gina Torres (Bella Crawford), Lara Jean Chorostecki (Freddie Lounds), Cynthia Nixon (Kade Prurnell), Kacey Rohl (Abigail Hobbs), Vladimir Jon Cubrt (Garret Jacob Hobbs).
- Non accreditati: Gillian Anderson (Dott.ssa Bedelia Du Maurier), Jessica Harris (Hostess).
- Ascolti USA: telespettatori 2 350 000[15]